# Рыбаков, Алексей Владимирович (зоолог)
Алексей Владимирович Рыбаков (1959—2013) — советский и российский зоолог, карцинолог, паразитолог, специалист по корнеголовым ракообразным и паразитическим изоподам.

## Биография
Родился 22 августа 1959 года. В 1981 году окончил Ленинградский государственный университет. С 1981 года до конца жизни работал в Институте биологии моря имени А. В. Жирмунского ДВО РАН (Владивосток). В 1984 году защитил кандидатскую диссертацию «Фауна и экология трематод массовых видов моллюсков северо-западной части Японского моря». С 1989 года главным объектом исследований А. В. Рыбакова стали паразитические ракообразные, прежде всего — корнеголовые (Rhizocephala), в систематике и морфологии которых он был признанным специалистом. Совместно с Йенсом Хёгом (Jens Høeg) ввел «ларвальную морфологию» как обязательную компоненту в систематике этой группы, разработал систему акентрогонидных корнеголовых, установив три новых семейства: Duplorbidae Høeg & Rybakov, 1992, Mycetomorphidae Høeg & Rybakov, 1992 и Thompsoniidae Høeg & Rybakov, 1992. Автор и соавтор более 60 работ. Описал новые виды и роды паразитов из разных групп: инфузории, микроспоридии, трематоды, брюхоногие моллюски, равноногие раки, корнеголовые.

## Виды, описанные А. В. Рыбаковым
- Amamibalcis yessonensis Rybakov & Yakovlev, 1993
- Arcturosaccus kussakini Rybakov & Høeg, 1992
- Bopyroides shiinoi Rybakov & Avdeev, 1991
- Bourdonia tridentata Rybakov, 1990
- Boveria zachsiae Yakovlev & Rybakov, 1998
- Gymnophallus japonicus Rybakov, 1984
- Kinorhynchospora japonica Adrianov & Rybakov, 1991
- Mycetomorpha albatrossi Høeg & Rybakov, 1996
- Onisocryptus kurilensis Rybakov, 1998
- Protognathia waegeli Kussakin & Rybakov, 1995
- Sacculina nectocarcini Gurney, Rybakov, Høeg & Kuris, 2006
- Steinella armata Rybakov & Medvedev, 1996
- Thylacoplethus isaevae Rybakov & Shukalyuk, 2004

## Избранные труды
- Рыбаков А. В., Буторина Т. Е., Кулепанов В. Н., Зверева Л. В.. Болезни и паразиты культивируемых и промысловых беспозвоночных и водорослей (учеб. пособие). Владивосток: Дальневост. гос. техн. ун-т. 2005. 122 с.
- Høeg J, Rybakov A.V. Revision of the Rhizocephala Akentrogonida (Cirripedia), with a list of all the species and a key to the identification of familes. // Journal of Crustacean Biology. 1992. Vol. 12, No. 4. P. 600—609.
- Glenner H., Høeg J.T., Stenderup J.T., Rybakov A.V. The monophyletic origin of a remarkable sexual system in akentrogonid rhizocephalan parasites: A molecular and larval structural study. // Experimental Parasitology. 2010. Vol. 125. P. 3-12.